# Kostel Nejsvětější Trojice (Místo)
Kostel Kostel Nejsvětější Trojice je římskokatolický filiální kostel zasvěcený Nejsvětější Trojici v Místě v okrese Chomutov. Od roku 1963 je chráněn jako kulturní památka.

## Historie
Původní kostel v Místě stával na návsi. Po jeho zboření ho nahradila dřevěná kaple a tu v letech 1691–1692 postavený barokní kostel na jihovýchodním okraji vesnice. Do roku 1853, kdy se stal farním kostelem, byl filiálním ke kostelu svatého Petra a Pavla v Prunéřově.

## Stavební podoba
Jednolodní kostel má obdélný půdorys s pravoúhlým presbytářem. Presbytář i západní průčelí jsou ukončeny štítem, ale nad presbytář navíc vybíhá sanktusová vížka. K jižní straně presbytáře je přiložena sakristie zaklenutá klášterní klenbou s lunetami. Fasády jsou členěny lizénami a interiér osvětlují půlkruhová okna. Před západní průčelí předstupuje polygonální předsíň z poloviny osmnáctého století.

## Vybavení
Hlavní sloupový oltář z poloviny osmnáctého století je barokní a zdobí ho sochy od Jakuba Eberleho z doby okolo roku 1760. Další dva boční oltáře z konce osmnáctého století jsou zasvěceny svatému Janovi a Panně Marii. Zařízení doplňuje kazatelna z konce sedmnáctého století zdobená řezbami a mramorová křtitelnice z roku 1572. Na konci dvacátého století byly cenné součásti z kostela odvezeny.

## Okolí kostela
U kostela stojí barokní sloup Nejsvětější Trojice z roku 1724, který původně stával na návsi. Do Místa byla přesunuta řada drobných památek z vesnic zničených těžbou uhlí v lomu Nástup. Část z nich byla umístěna do okolí kostela. Jsou to dva kamenné kříže, z nichž jeden je chráněn jako kulturní památka.

## Galerie

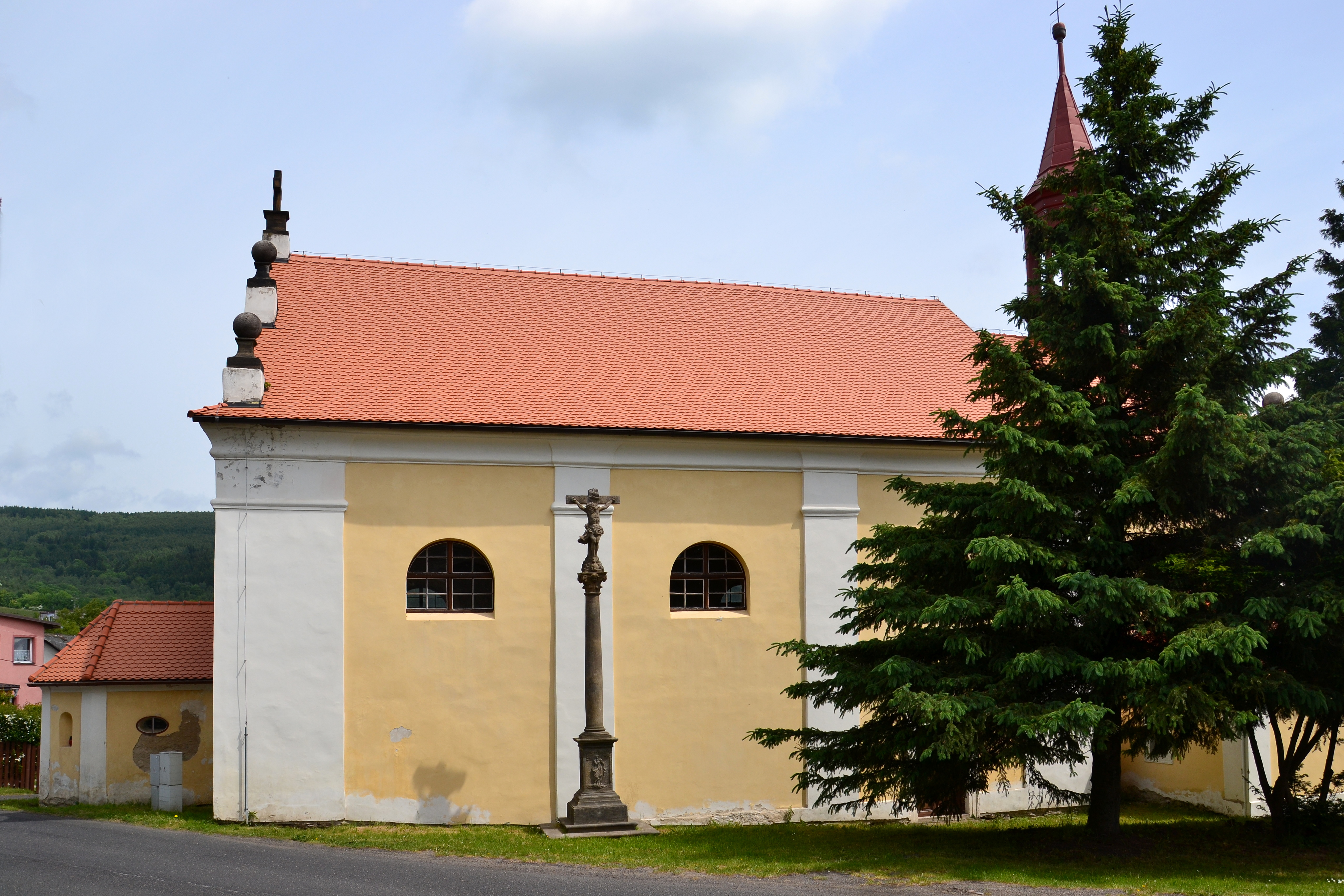
Jižní strana kostela
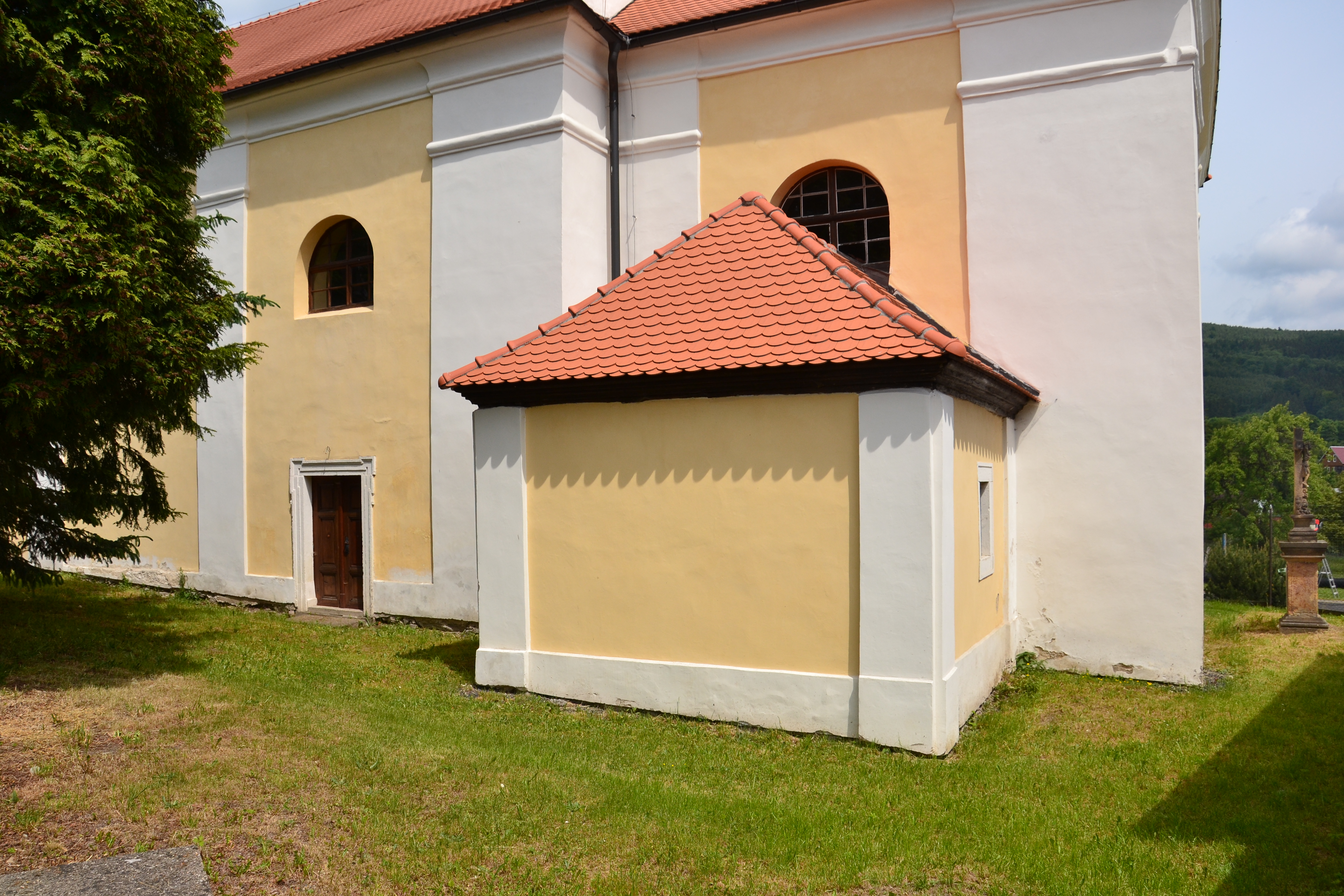
Sakristie
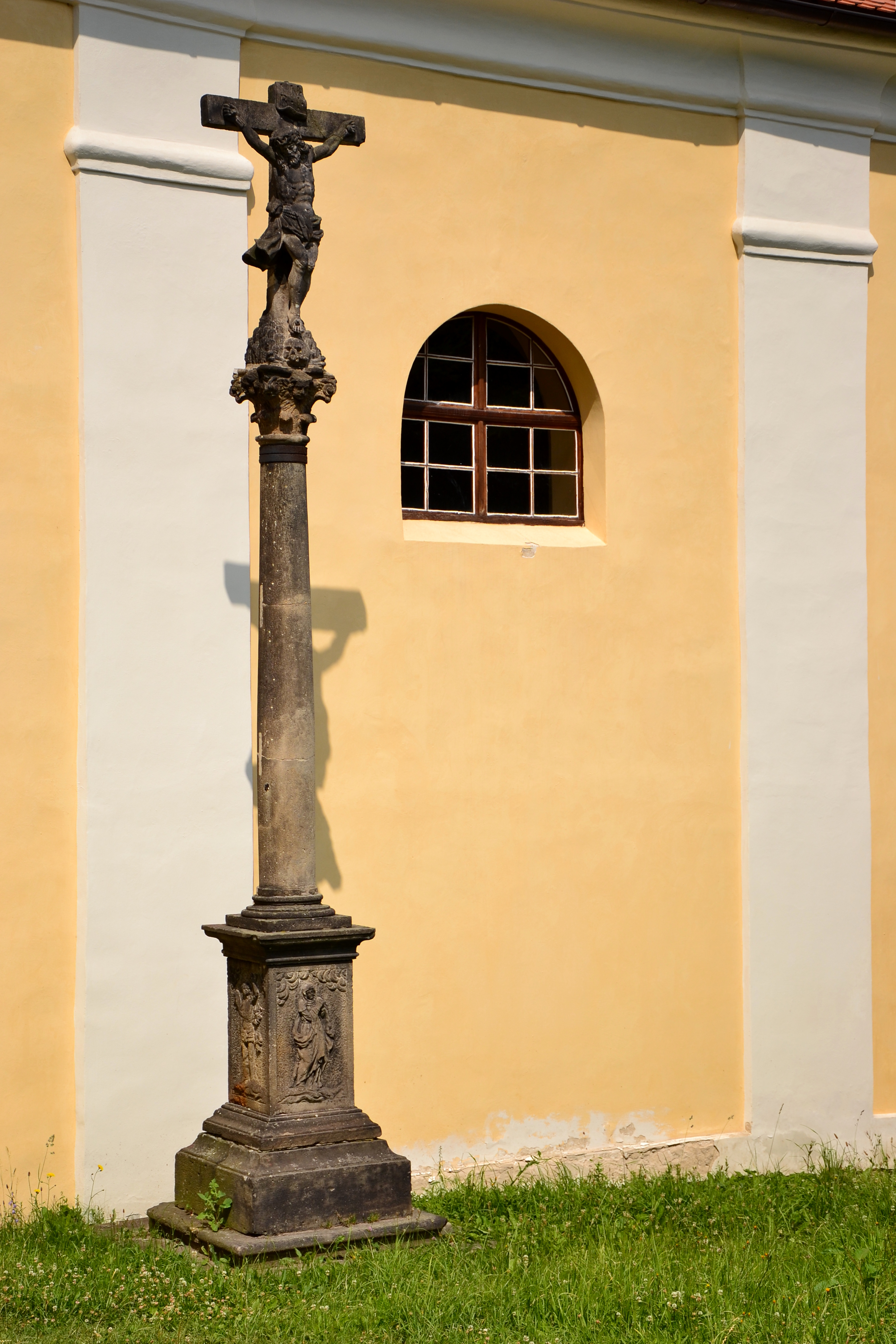
Památkově chráněný kříž
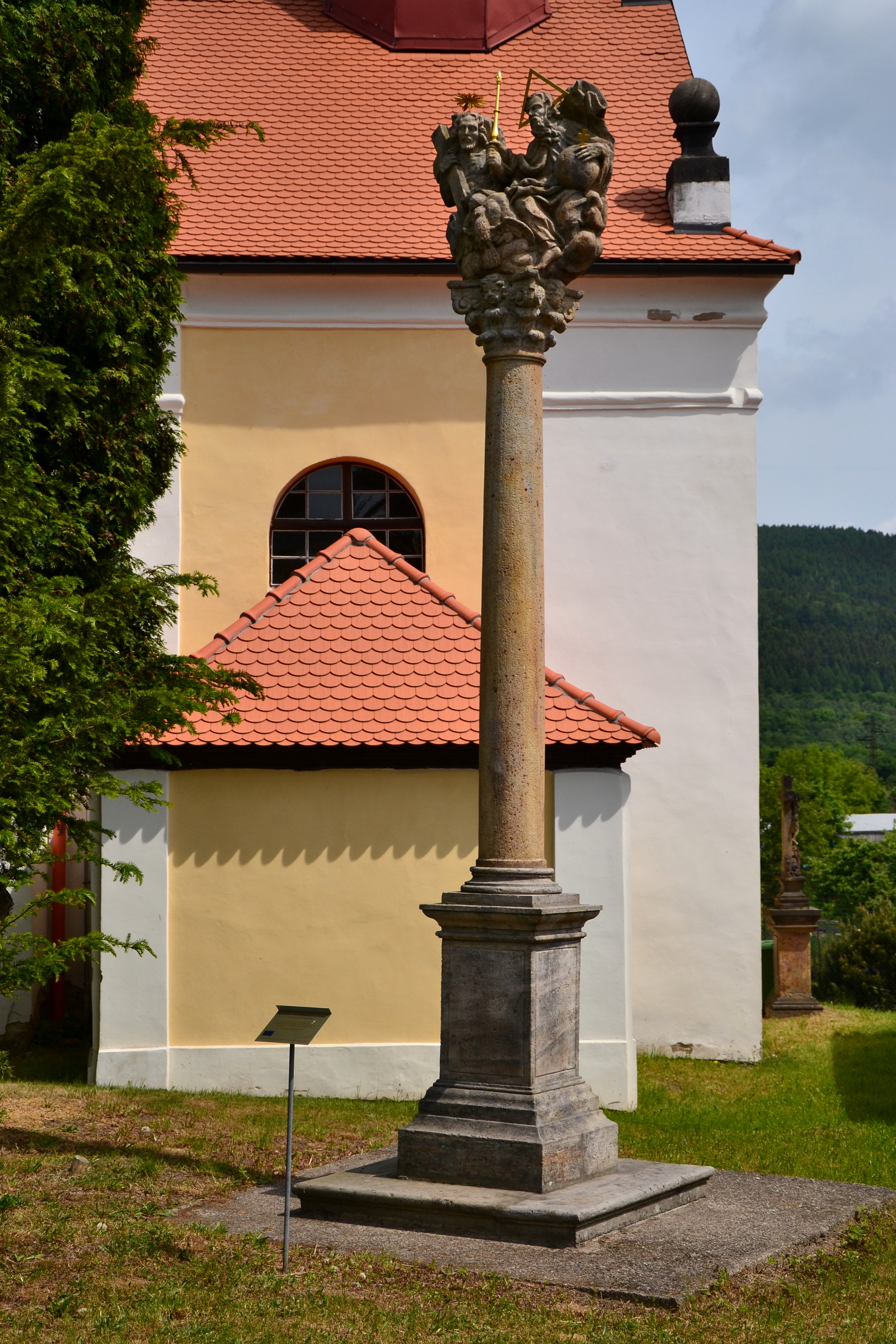
Trojičný sloup